# Robert Harley, 1:e earl av Oxford och earl Mortimer

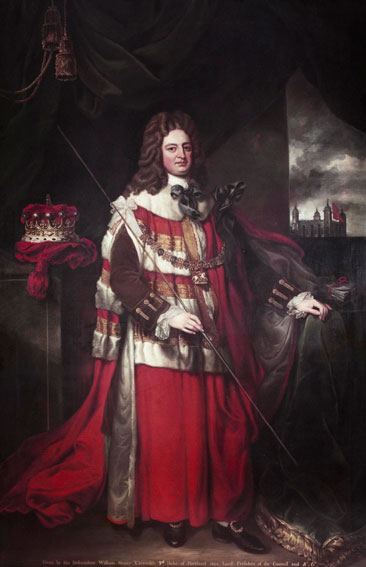
Robert Harley, 1:e earl av Oxford och Mortimer.

Robert Harley, 1:e earl av Oxford och earl Mortimer, född den 5 december 1661, död den 21 maj 1724, var en engelsk statsman och boksamlare. 
Harley tillhörde en gammal adelssläkt från Herefordshire. Hans farfar, sir Robert Harley, var nitisk puritan och medlem av "långa parlamentet", och även hans far, sir Edward Harley, var underhusledamot med starkt utpräglad puritansk läggning. Harley anslöt sig vid 1688 års revolution till Vilhelm och Maria. Han valdes 1689 till medlem av underhuset, där han först enligt släktens traditioner uppträdde som whig och vän till dissenters. 
Han verkade bland annat för treåriga parlamentsperioder (Triennial bill, 1694) och inskränkning av den stående armén (1698). Harley närmade sig småningom torypartiet och var 1701–1705 underhusets talman. År 1704 blev Harley förste statssekreterare (utrikesminister) och medlem av privy council och samarbetade utan slitningar till 1707 med Godolphin och Marlborough, och dämpade genom sitt personliga inflytande en tid partimotsatserna i parlamentet. Medan Godolphin 1706 blev alltmer beroende av whigpartiet, slöt sig Harley samtidigt allt närmare tories. En öppen brytning inträffade 1707. 
Harley avskedades i februari 1708 och motarbetade sedan i förbund med tories energiskt Marlboroughs och Godolphins krigspolitik, varvid han skickligt förstod att påverka drottning Anna genom sin unga släkting Abigail Hill (lady Masham), som var drottningens hovdam och gunstling. Den 8 augusti 1710 avskedades Godolphin, och Harley blev samtidigt som skattkammarkansler ministärens ledande man. Hans försök att vinna stöd hos de moderata av båda partierna möttes av misstro, och han slöt sig då helt till tories, upptog S:t John (Bolingbroke) i kabinettet, lät genom Defoe och Swift i pressen bearbeta allmänheten för fred och inledde fredsunderhandlingar. 
Harley blev i maj 1711 lordskattmästare och upphöjdes till earl av Oxford och earl Mortimer. Samma år grundade han Söderhavskompaniet i syfte att fondera statsskulden och var till 1714 dess guvernör. Sedan fredsverket med Frankrike tryggats (genom preliminärfreden 1711 och överhusets förseende med en fredsvänlig majoritet genom utnämningen av 12 nya lorder), blev söndringen mellan Harley och högtories under Bolingbroke allt tydligare, i det att den senare i strid mot Harleys syften sökte främja en jakobitisk tronföljd och genom lady Masham lyckades starkt påverka drottningen. Dessa intriger ledde den 27 juli 1714 till att Harley avskedades, men Annas död några dagar senare (1 augusti) hindrade Bolingbroke från att genomföra sina planer. 
Med Georg I kom whigpartiet till makten, Harley anklagades 1715 för ämbetsbrott och förrädiska förbindelser med pretendenten samt frigavs först 1717, då högmålsprocessen till följd av en av lord Harcourt skickligt arrangerad kompetenstvist mellan båda husen nedlades. Han deltog sedan inte i det politiska livet.
Harleys stora, 1701 grundlagda samling av sällsynta böcker och manuskript förökades hejdlöst av sonen Edward Harley, 2:e earl av Oxford och earl Mortimer, vilken av sin samlarmani drevs till ekonomisk ruin. Efter hans död såldes den dyrbart inbundna boksamlingen (50 000 böcker och nära 400 000 småtryck) till underpris åt en bokhandlare och skingrades sedan. Manuskripten inköptes 1753 för statens räkning och utgör nu The Harleian Collection i British Museum (katalog i 4 band, 1808–1812). Boksamlingen beskrevs i det av William Oldys med företal av Samuel Johnson utgivna verket The Harleian Miscellany (8 band, 1744–1746, ny upplaga i 10 band, 1808–1813).